# Фернандо Вергес Альсага
Фернандо Вергес Альсага, L.C. (ісп. Fernando Vérgez Alzaga; нар. 1 березня 1945, Саламанка, Іспанія) — іспанський куріальний прелат, член конгрегації Легіонерів Христа.
Титулярний єпископ Вільяманья ін Прокунсоларі з 15 жовтня 2011, а з 8 вересня 2021 — титулярний архієпископ.
З 30 серпня 2013 до 1 жовтня 2021 — генеральний секретар губернаторства міста-держави Ватикан.
З 1 жовтня 2021 — голова Папської комісії у справах держави-міста Ватикан та голова Губернаторства Ватикану.
29 травня 2022 року під час молитви Regina Coeli Папа Франциск оголосив про іменування архієпископа Фернандо Вергес Альсага кардиналом.
На консисторії 27 серпня 2022 року був проголошений кардинал-дияконом з титулом Санта-Марія-делла-Мерчеде-е-Сант-Адріано-а-Вілла-Албані.